# Tote Städte

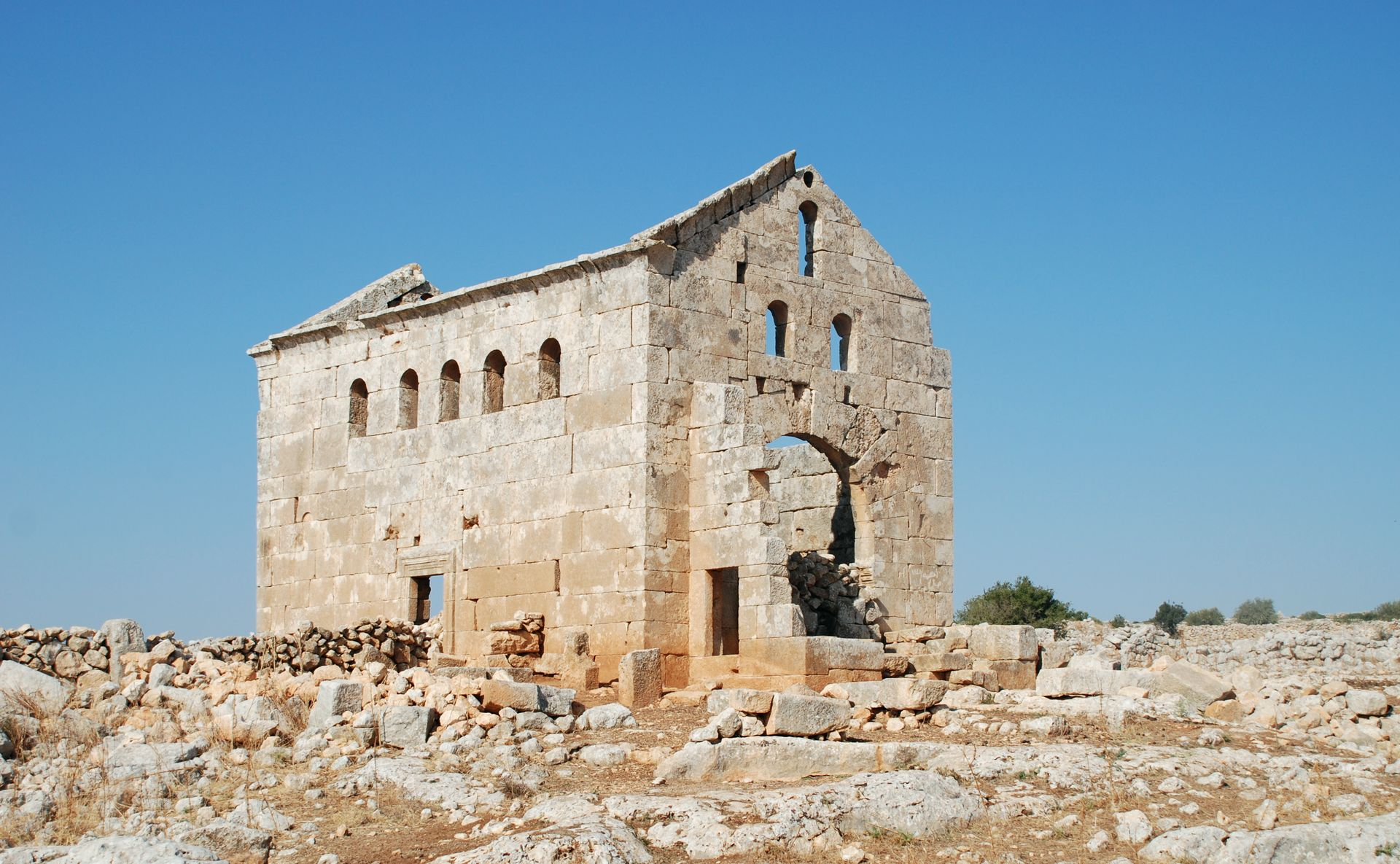
Sitt er-Rum. Freistehende einschiffige Klosterkirche aus dem 4. Jahrhundert. Ansicht von Südosten. Der Rundbogen bildete den Übergang zu der bis auf einen Mauerrest verschwundenen rechteckigen Apsis.

Tote Städte werden die Ruinen der ehemals etwa 700 dörflichen Siedlungen aus spätrömischer und frühbyzantinischer Zeit im nordsyrischen Kalksteinmassiv genannt. Die Blütezeit der Siedlungen begann im 4. Jahrhundert n. Chr. und gründete sich auf dem Anbau und der Vermarktung von Oliven, Wein und Getreide. Die Erträge der überwiegend feudal organisierten Gesellschaftsordnung investierten die Griechisch sprechenden Landbesitzer in prächtig gestaltete Villen, öffentliche Gebäude und vor allem in Kirchen, die aus Kalkstein massiv gemauert waren. Die meisten Bewohner traten im Lauf des 4. Jahrhunderts zum Christentum über. Im Gebiet der Toten Städte vollzog sich die Entwicklung des syrischen Kirchenbaus von der einfachen dörflichen Hauskirche bis zur städtischen Kathedrale. Anfang des 7. Jahrhunderts, noch vor der arabischen Eroberung, begann der wirtschaftliche Niedergang aus Gründen, über die es nur Vermutungen gibt. In den beiden Jahrhunderten danach wurden die Dörfer allmählich verlassen.

## Lage
Das nordsyrische Kalksteinmassiv umfasst eine Fläche von etwa 5500 Quadratkilometern und ist in nord-südlicher Richtung etwa 140 Kilometer lang und von Ost nach West 40 bis 50 Kilometer breit. Es wird im Norden von der fruchtbaren Ebene des Afrin und im Süden vom Nahr al-Asi (Orontes) begrenzt. Im Westen wird das Gebiet durch das vom Orontes durchflossene, breite Tal des Ghab von der Bergkette des Dschebel Ansariye getrennt, während es im Osten allmählich in das große innersyrische Plateau übergeht. Die dortige, bereits während der osmanischen Zeit bedeutende Hauptstraße zwischen Hama und Aleppo über Maarat an-Numan verläuft in der Ackerebene des syrischen Altsiedellandes. Entlang dieser Linie liegen alle größeren Städte.

## Geographie

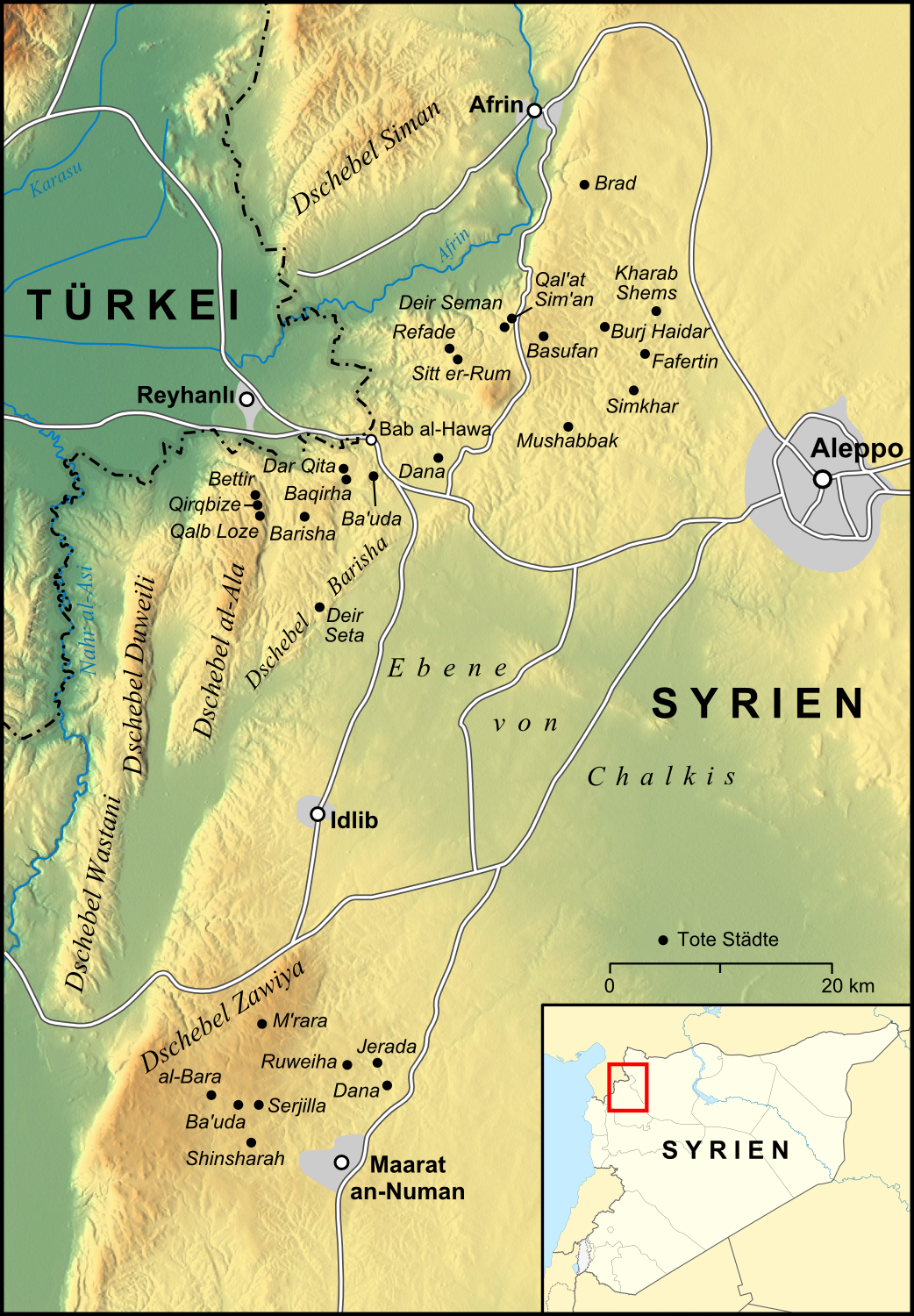
Lage der Toten Städte in Syrien

Das nordsyrische Kalksteinmassiv besteht aus durchschnittlich 400 bis 500 Meter hohen Hügelketten mit einigen über 800 Meter hohen Gipfeln, die von Binnenebenen unterbrochen werden. Es wird in eine nördliche, mittlere und südliche Region aufgeteilt. Im Norden liegen der Dschebel Siman (östlich der Straße Dar Taizzah – Basuta – Afrin) und der Dschebel Halaqa (um Dar Taizzah). Die drei mittleren Bergzüge sind von West nach Ost: die nord-südlich entlang des Orontes verlaufenden Bergketten von Dschebel Dueili (Duwayli) und Dschebel Wastani (im Süden bis Dschisr asch-Schughur), Dschebel il-Ala (um Qalb Loze) mit dem 819 Meter hohen Teltita als höchstem Gipfel und in der Mitte im Osten der durchschnittlich 400 bis 500 Meter hohe Dschebel Barischa mit der gleichnamigen Toten Stadt. Im südlichen Teil des Kalksteinmassivs, dem Dschebel Zawiye (auch Dschebel Riha) liegen die höchsten Erhebungen. Der Berg Nebi Aiyub (zwei Kilometer östlich von Juzif) erreicht hier 937 Meter, wenige Kilometer südlich ist ein weiterer Gipfel 876 Meter hoch.
Das verkrustete und verkarstete Hügelplateau ist dünn besiedelt und kann landwirtschaftlich nur extensiv genutzt werden; neben Oliven und in wenigen Regionen Trauben werden hauptsächlich Weizen und Gerste in den Wintermonaten angebaut. Dagegen sind die teilweise weiten Binnentäler Ausraumzonen mit oft tiefgründigen und fruchtbaren dunkelroten Kalksteinböden (Terra rossa). In der sommerlichen Trockenzeit ist die Landschaft durch den Farbgegensatz von roter Erde und graublauem Kalkstein geprägt. Im Frühjahr sind die Karsthügel mit grünem Gras und wildwachsenden Blumen überzogen. Das Kalksteinmassiv ist eine Besonderheit Westsyriens. Es wird geologisch vom aufgebogenen Westrand der nordsyrischen Tafel gebildet. Nur hier treten Eozän und Miozän in einer tektonisch gehobenen Schicht von 200 bis 400 Meter mächtigen Bankkalken hervor, die zum Orontes und Afrin relativ steil abfällt.
Es gibt trotz reichlicher Niederschläge in den Wintermonaten keine Flüsse in dem Gebiet und nur in Talsohlen Grundwasserbrunnen. Die Bewohner der auf den Hügeln gelegenen Dörfer haben sich seit der Antike durch den Bau von Zisternen an diese ökologischen Bedingungen angepasst. Damals war das Bergland nicht wesentlich mehr bewaldet als heute, über den heute erodierten Kalksteinflächen könnte jedoch früher eine Schicht Lockerboden gelegen haben. In einigen Senken ermöglicht Pumpenbewässerung aus dem Grundwasser auch den Anbau von Gemüse im Sommer.

## Geschichte
„Tote Städte“ ist ein von Joseph Mattern nach einer Reise Ende der 1930er Jahre geprägter Begriff (französisch: „villes mortes“). Die ehemals rund 700 Siedlungen, eine andere Zählung kommt auf 820, wurden in der Zeit vom 1. bis zum 7. Jahrhundert erbaut und bewohnt. Die ältesten Bauten sind nur durch Inschriften und geringe Reste überliefert. Vom ersten Einfall der Sassaniden 573 unter Chosrau I. in die ländlichen Regionen des Kalksteinmassivs konnten sich die Bewohner wieder teilweise erholen. Auch bei der persischen und der arabischen Eroberung der römischen Ostprovinzen in der ersten Hälfte des 7. Jahrhunderts wurden die Dörfer nicht zerstört. Es folgte eine allmähliche Abwanderung der Christen, die sich über mehrere Generationen hinzog und über deren Gründe keine Gewissheit besteht. Im 8. Jahrhundert waren die meisten Dörfer verlassen, nur wenige waren noch bis ins 10. Jahrhundert bewohnt.
In der Antike hieß das Gebiet Belus und war von den am Orontes gelegenen Städten Apameia und Antiochia sowie im Norden von Kyrrhos und im Osten von Haleb umgeben. Apameia war der Verwaltungssitz für den südlichen Teil (Apamene), Antiochia für den nördlichen Teil (Antiochene). Innerhalb des Bergmassivs können nur drei Siedlungen zur damaligen Zeit als Städte bezeichnet werden. Die größte Stadt war Al-Bara, das antike Kapropera, Deir Seman (Telanissos) war eine Wallfahrtsstadt unterhalb des Simeonsklosters und Brad (Kaprobarada) war das Verwaltungszentrum von Antiochene im Dschebel Siman, das seine Blütezeit im 6. Jahrhundert erlebte. Der Rest waren größere und kleinere Dörfer. Aber selbst Siedlungen mit weniger als 50 Häusern besaßen eine Gemeindekirche im Zentrum und vielleicht noch zwei Kirchen oder eine Klosteranlage am Ortsrand.
Es gibt einzelne Funde aus hellenistischer Zeit, ansonsten datieren die frühesten Grabungsfunde in das 1. Jahrhundert n. Chr. Die älteste datierte Inschrift stammt aus dem Jahr 73/74 n. Chr. und wurde in Refade (Hochebene von Qatura bei Dar Taizzah) gefunden. 35 Inschriften datieren in das 1. bis 3. Jahrhundert. Die meisten Inschriften waren in griechischer, einige in altsyrischer Sprache verfasst. Die älteste christliche Inschrift stammt von 326/327. Um die Mitte des 4. Jahrhunderts war die Stadt Antiochia überwiegend christlich geworden, in den ländlichen Regionen dürfte es bis Ende des Jahrhunderts noch Anhänger der römischen und hellenistischen Kulte gegeben haben; solange, bis Kaiser Theodosius (347–395) am Ende seiner Regierungszeit die Zerschlagung der heidnischen Kulte anordnete und die Tempel zerstört wurden. Als Zeichen des Triumphes über den alten Glauben wurden Kirchen an den Stellen der Tempel errichtet.
Nach 250 bis um 300 trat eine Verarmung der Hausarchitekturformen ein, die wohl äußere politische Ursachen hatte. So könnte sich die Eroberung Antiochias durch die Sassaniden im Jahr 256 indirekt auf den ländlichen Raum ausgewirkt haben. Zweite Erklärungsmöglichkeit ist eine Pestepidemie, die sich über 15 Jahre in allen römischen Provinzen ausbreitete. Der wirtschaftliche Aufschwung und die Expansion der Siedlungen erfolgten im 4. Jahrhundert. Die Blütezeit, aus der die meisten erhaltenen Gebäudereste stammen, war vom 4. bis zum 7. Jahrhundert.

## Forschungsgeschichte
Der gute Erhaltungszustand vieler Ortschaften löste bei ihrer Wiederentdeckung im 19. Jahrhundert Erstaunen aus. So überschrieb der amerikanische Theologe Thomas Joseph Shanan 1903 das einschlägige Kapitel seiner Geschichte des frühen Christentums mit „Ein christliches Pompeji“.
Die ersten wissenschaftlichen Untersuchungen der Ruinenstätten führte in den 1860er Jahren Melchior de Vogüé, der spätere französische Botschafter in Konstantinopel, durch. Sie wurden 1865 bis 1877 zusammen mit den Zeichnungen seines Architekten Edmond Duthoit veröffentlicht. 1899 bis 1900 unternahm Howard Crosby Butler während einer Expedition im Auftrag der Princeton University eine detaillierte Materialaufnahme, die 1903 veröffentlicht wurde. Ein zusammenfassendes Ergebnis seiner weiteren Reisen 1905 und 1909 wurde erst postum 1929 veröffentlicht. Der Architekt Georges Tchalenko restaurierte ab 1935 das Simeonskloster und veröffentlichte 1953 bis 1958 in Paris „Villages antiques de la Syrie du Nord I–III“, worin er eine historische Entwicklung der Siedlungen auf der Basis einer Olivenmonokultur präsentierte. In den 1970er und 1980er Jahren führte das französische archäologische Institut in Damaskus Ausgrabungen durch. Unter der Leitung von Georges Tate und Jean-Pierre Sodini wurden Ausgrabungen in Dehes und nachfolgend Untersuchungen an 45 weiteren Orten durchgeführt. Tate wählte Dēhes beispielhaft als eine große Siedlung ohne Besonderheiten, um die sozialen und wirtschaftlichen Verhältnisse der Toten Städte zu erforschen.
Christine Strube arbeitete von 1977 bis 1993 über Architektur und Baudekoration und präzisierte durch Stilvergleiche die Datierungen der Kirchengebäude.

## Antike Wirtschaftsform

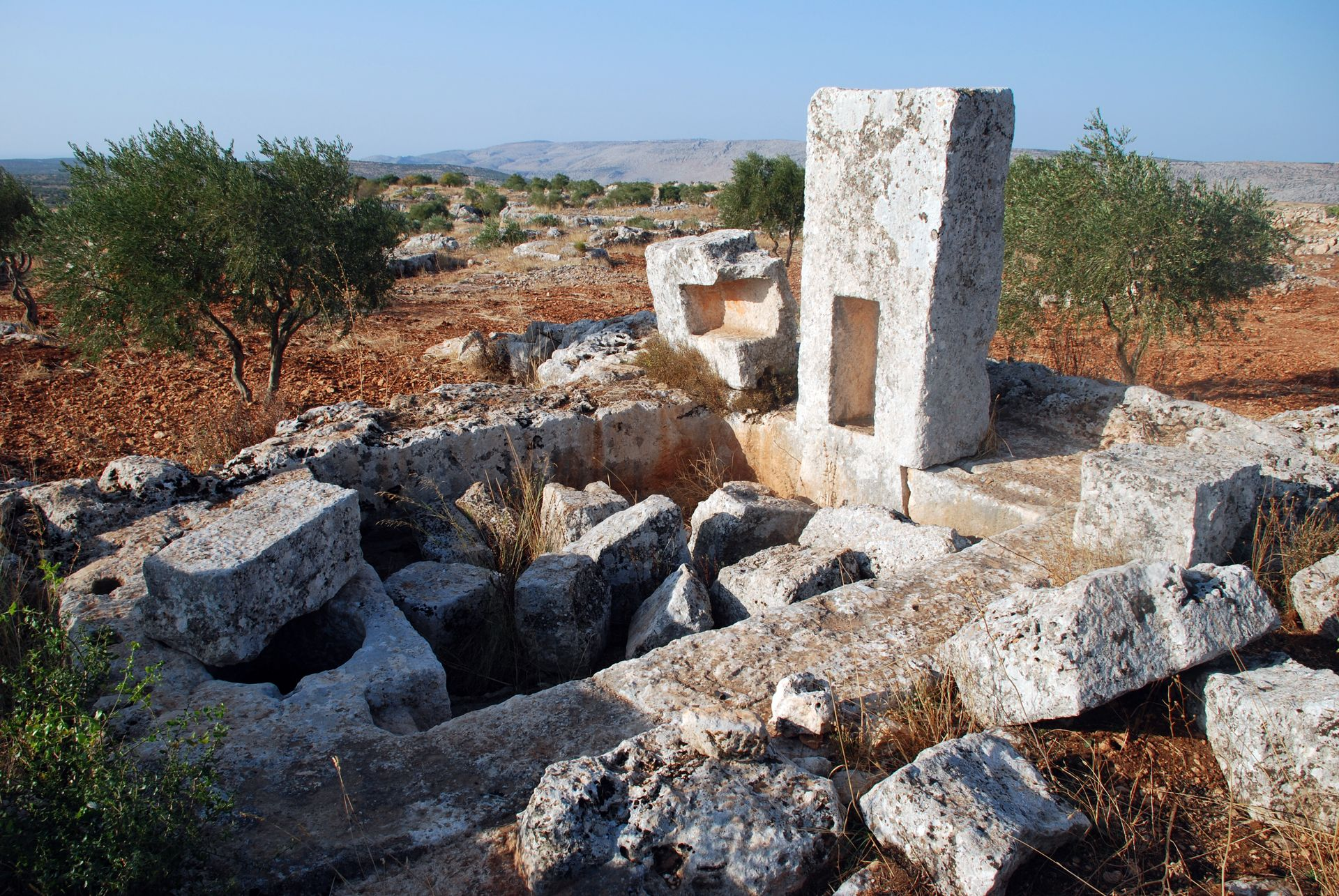
Wirtschaftliche Grundlage: Ölpresse in Barischa. Im großen Becken wurden die Oliven zerquetscht. Der senkrechte Stein rechts diente als Widerlager für den Holzbalken, mit dem das Steingewicht zum Auspressen in das Loch links vorne abgesenkt werden konnte.

Aus der frühbyzantinischen Zeit sind hunderte Ölpressen erhalten. Olivenhaine wurden in Monokultur angelegt und stellten die Lebensgrundlage der Dörfer dar. Der Ertrag wurde Handelskarawanen mitgegeben oder in den nächstgelegenen Städten verkauft. In geringerem Umfang betrieben die Dorfbewohner zumindest auf dem Dschebel Zawiye im Süden auch Weinbau. In den Ebenen wuchs Getreide und Gemüse, wie aus einigen Inschriften hervorgeht. Die steinernen Viehtröge, die in den Häusern zahlreich erhalten blieben, weisen auf die Haltung von Kühen, Schafen und Pferden hin. Eine weitere Einkommensquelle stellte für Orte, die an Verbindungsstraßen zwischen dem Orontes-Tal und dem östlichen Binnenland lagen, die Teilnahme am Fernhandel dar. Im 5. Jahrhundert kam besonders im Norden für zahlreiche Kirchen und Klöster ein Pilgertourismus als Wirtschaftsfaktor hinzu.
Die Einwohner setzten sich aus Landbesitzern, Pächtern und angestellten Landarbeitern zusammen. Die Feudalherren lebten häufig in der Stadt, ihre Landgüter (Epoikia) lagen vorwiegend in der Nähe der großen Städte und wurden von abhängigen Bauern bewirtschaftet. Dagegen waren Komai Dörfer, die eher im Hinterland lagen und deren Land von freien Bauern bearbeitet wurde, die Steuern bezahlten. Teile des Landes wurden für besondere Verdienste an Amtsträger und Soldaten verpachtet. Es gab eine besondere Vertragsform zwischen Grundstückseigentümern und Bauern, bei der sich der Pächter für eine Vertragsdauer von mehreren Jahren zur Arbeit auf den Feldern oder in den Olivenhainen verpflichtete und dafür nach Ablauf der festgelegten Zeit (bei Oliven bis zur ersten Erntereife) die Hälfte der bewirtschafteten Fläche als Eigentum bekam. Große Ländereien wurden so in kleinere Parzellen unterteilt und diese durch ein Netz von Steinreihen markiert.
Das Zerquetschen der Oliven geschah in einem ersten Arbeitsgang durch Steinwalzen, die in Felsbecken bewegt wurden. Danach wurde der Olivenbrei mit Steingewichten, die an langen Holzstangen befestigt waren, ausgepresst. Die Ölpressen gehörten zu einzelnen Häusern, größere dieser tonnenschweren Konstruktionen wurden gemeinschaftlich genutzt. Die Olivenernte im Oktober und November und die anschließende Verarbeitung zu Öl waren arbeitsaufwendig und erforderten das Zusammenwirken der gesamten Bevölkerung. Vier bis fünf Monate Arbeit im Jahr war für den Olivenanbau erforderlich. Die Anlage von Olivenhainen machte für die Bauern durch die lange Zeit von 12 bis 15 Jahren von der Pflanzung bis zur ersten Ernte die Möglichkeit einer Zwischenfinanzierung erforderlich. Die große Zahl der gefundenen Ölpressen zeigt den einstigen Reichtum der Dörfer. Im Dschebel Siman sind 56, im mittleren Gebiet 157 und im Dschebel Zawiye sind 36 Ölpressen bekannt.

## Gründe für das Verlassen der Siedlungen
Über die Gründe für den wirtschaftlichen Niedergang und die nahezu vollständige Abwanderung der Bevölkerung bis zum 10. Jahrhundert wurden unterschiedliche Vermutungen angestellt. Die von de Vogüé in den 1860er Jahren verbreitete Vorstellung einer vornehmen und kultivierten Gesellschaft aus Landadeligen, die ein Heer von Sklaven auf den Feldern befehligte und schließlich vor der Plage islamischer Eindringlinge geflohen sei, wich erst nach der um 1900 erlangten Erkenntnis, dass viele Orte in der zentralen Region noch im 8. Jahrhundert besiedelt waren. Butler machte nun Umweltveränderungen, wie eine Verschlechterung der Böden, verantwortlich. Tchalenko sah Mitte des 20. Jahrhunderts eine sozial und wirtschaftlich stärker differenzierte Gesellschaft, in der eine allmähliche Zersplitterung des Großgrundbesitzes in Kleinfarmen stattgefunden habe. Nach Tchalenko begann der wirtschaftliche Niedergang Anfang des 7. Jahrhunderts, als durch die persische Besetzung der Handel nach Westen unterbrochen wurde. Das meiste Olivenöl wurde bis dahin zum Hafen Antiochia gebracht und weiter in den Mittelmeerraum exportiert.
Die Nachfrage nach Olivenöl könnte auch zurückgegangen sein, weil Öl als Lampenbrennstoff durch Wachs ersetzt wurde. Folglich hätte für die notwendige Einfuhr der täglichen Gebrauchsgüter nicht mehr ausreichend Kaufkraft aus dem Ölexport zur Verfügung gestanden. Dem steht entgegen, dass der Export von Olivenöl nur eine der Einnahmequellen darstellte und die Selbstversorgung durch Getreide-, Wein- und Obstanbau sowie Viehzucht ebenfalls von wirtschaftlicher Bedeutung war. Es ist nicht geklärt, weshalb die Bevölkerung keine Möglichkeit hatte, in arabischer Zeit als Selbstversorger in bescheidenerem Maß weiter zu existieren. Eventuell wollte sie das nicht, weil in den bisher von Kriegen heimgesuchten und entvölkerten Ebenen weiter östlich Ackerland freigeworden war, wo sich nun einfachere Lebensbedingungen boten.
Weitergehend als Tchalenko und im Widerspruch zu de Vogüé beschrieb Georges Tate nur kleine Häuser einfacher Bauern und die Siedlungen als eine Gemeinschaft sich selbst organisierender Arbeiter. Die großen „Villen“ seien gemeinsam genutzte Bauernhäuser von Großfamilien gewesen. Für das Verlassen der Region hält er wirtschaftliche Gründe im Zusammenhang mit einer ökologischen Verschlechterung für ausschlaggebend. Das übergroße Bevölkerungswachstum sah er im Sinne von Malthus’ Theorie der Bevölkerungsfalle mit einer gleichzeitigen Degradation der Böden in den Niedergang führen.

## Bauformen
Im Unterschied zu den systematisch und rechtwinklig angelegten römischen Städten sind die Dörfer im Kalksteinmassiv planlos gewachsen und zeigen keine geordnete Struktur. Es fehlten die städtischen Versammlungsorte wie Agora, Amphitheater oder das Hippodrom. Die überwiegende Zahl der Gebäude waren Wohnhäuser, die sich oft nur in einzelnen Dekorationselementen von öffentlichen Bauwerken unterschieden. Das finanzielle Vermögen des Auftraggebers war für die Qualität des Mauerwerks und die Auswahl der Formelemente entscheidend. Die Fertigung von monolithischen Rundsäulen an der Eingangsseite erforderte wesentlich mehr Arbeitszeit als von quadratischen Pfosten. Gleiches gilt für die teilweise aufwendig reliefierten Laibungen der Eingangstür. Alle Gebäude waren aus mehr oder weniger sorgfältig gefügtem Kalkstein fugenlos gemauert und zumeist mit einem Satteldach aus Holzgebälk mit Dachziegeln gedeckt. Die Wände der ersten Häuser bestanden aus unregelmäßigen Quadern als Doppelmauerwerk, im 5. und 6. Jahrhundert wurden die Häuser überwiegend aus einfachem orthogonalen Mauerwerk mit gleichmäßigen horizontalen Schichten hergestellt und blieben so besser erhalten.

### Wohnhäuser

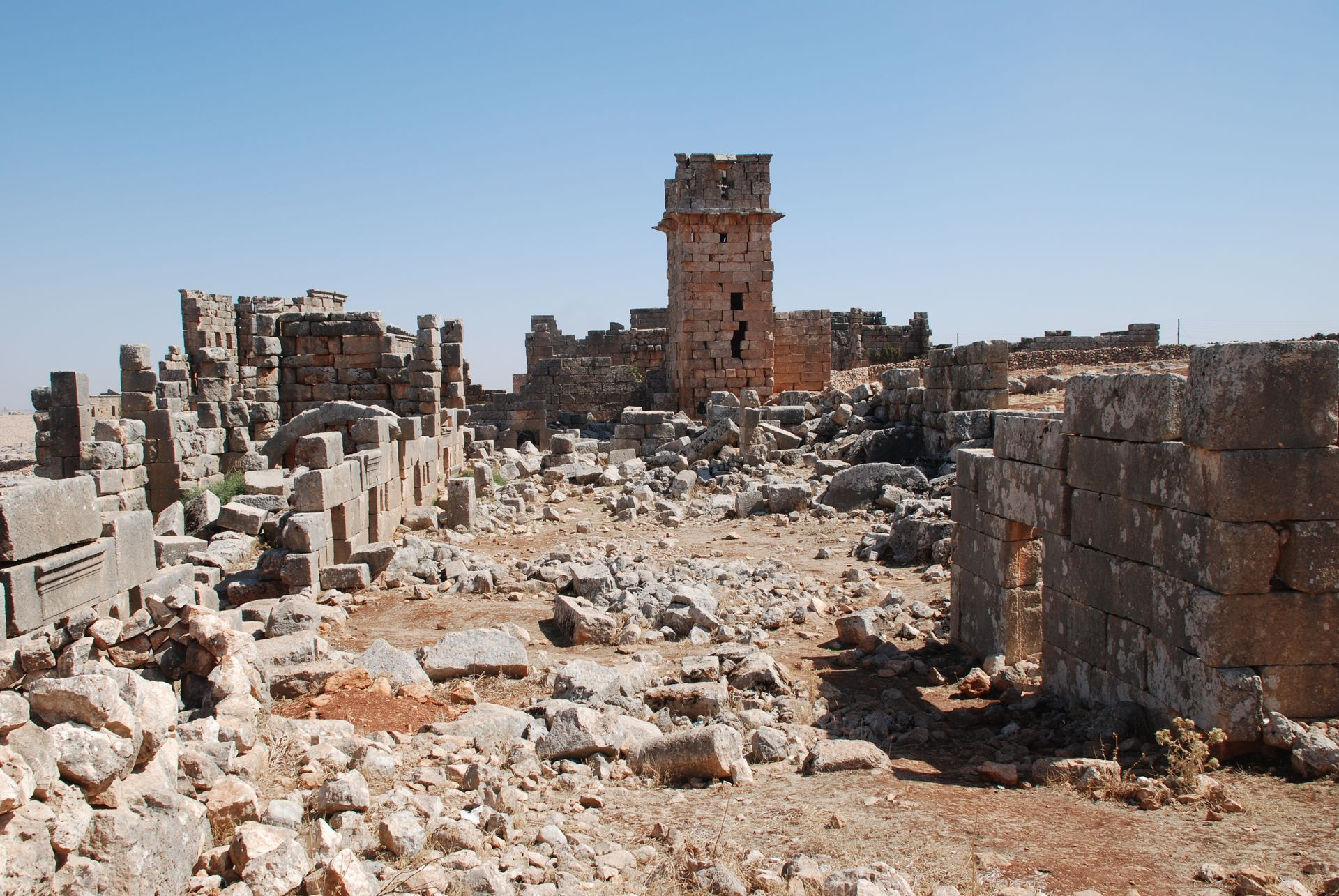
Jerada im Gebiet des Dschebel Zawiye. Wohnhäuser und Turm im unteren Bereich der Siedlung

Einfache Grundformen der Wohngebäude wurden über einen langen Zeitraum wiederholt. Die Häuser waren zweigeschossig, bei einigen Ausnahmefällen dreigeschossig und langrechteckig in Ost-West-Richtung angeordnet. Sie besaßen ein hölzernes Giebeldach. An der Eingangsseite im Süden war eine offene Vorhalle (Portikus) angebaut, die entweder von Pfeilern, Säulen oder der Kombination von Pfeilern im Erdgeschoss und Säulen im Obergeschoss getragen wurde. Der Typus der dörflichen Häuser unterschied sich grundsätzlich von den Peristylhäusern der nordsyrischen Städte. Im Erdgeschoss befanden sich häufig Viehställe, im Obergeschoss Wohnräume. Die Häuser hatten üblicherweise zwei bis sechs, seltener und nur im Süden bis zu 13 Räume. Das Wohngebäude war Teil eines Anwesens und stand in der Mitte eines Hofes, der von einer hohen Mauer umgeben war und an dessen Außenmauern sich einfachere Nebengebäude entlang zogen. Das Hoftor konnte einfach sein oder repräsentativen Charakter haben.
Im Grundplan und der Dekoration sind Wohnhäuser kaum von Gemeinschaftshäusern (Andron) zu unterscheiden. Andron besetzten eine zentrale Lage innerhalb des Dorfes und waren nicht von einem eigenen Hof umgeben. Im Obergeschoss befand sich ein großer Raum, der für Zusammenkünfte aller Art diente. Weitere Gemeinschaftsgebäude, die es in einigen Dörfern gab, waren Unterkünfte für Reisende (Xenodocheia), Gasthäuser (Pandocheia) und öffentliche Bäder (Thermen). Die ornamentale Gestaltung der Wohnhäuser, besonders der Säulenkapitelle folgte der Entwicklung im Kirchenbau. An einigen Profanbauten wurde auch die Gliederung der Außenwandflächen durch Profilbänder von kirchlichen Vorbildern übernommen. Die besten Beispiele für die Fassadengliederung herrschaftlicher Wohnhäuser finden sich in Serjilla und an drei Gebäuden in Dalloza. Beide Orte liegen im Dschebel Zawiye.
Die Funktion der vielen erhaltenen Turmhäuser ist noch nicht ganz geklärt. Sie waren innerhalb der Dörfer Anbauten an Häusern wie in Jerada, prägten als Zweiturmanlage die Westseite von Kirchen oder standen außerhalb in den Feldern. Sie könnten als Lager oder zur Überwachung gedient haben. Freistehende Türme im abgelegenen Bergland, in dem selten mit Angriffen von Nomaden gerechnet werden musste, könnten ebenso Rückzugsorte für Einsiedler und Mönche gewesen sein. Für den Turm in Refade in der Nachbarschaft zum Stylitenkult des Symeon wäre dies denkbar.

### Kirchenbauten

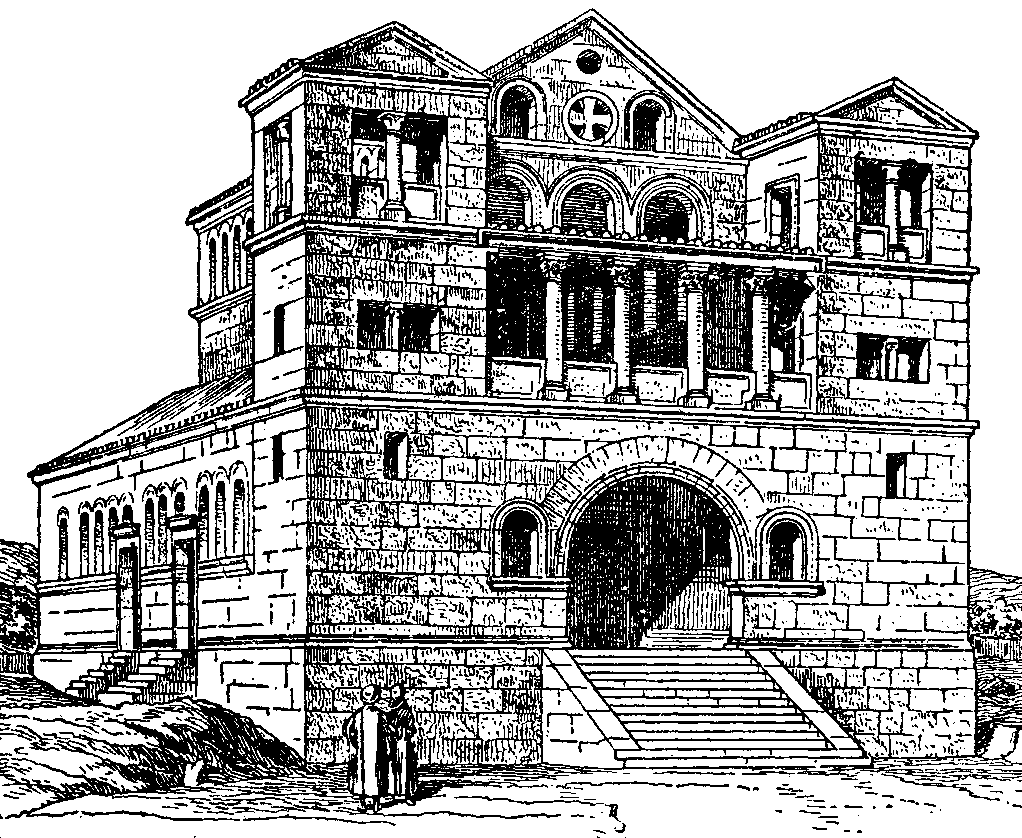
Doppelturmfassade des Westgiebels von Deir Turmanin,
de Vogüé 1865–1877

Nach dem archäologischen Befund wurden die ersten christlichen Gottesdienste im Kalksteinmassiv im 3. Jahrhundert in Qirqbize (bei Qalb Loze auf der Höhe des Dschebel il-Ala) in einem zur Hauskirche umgebauten rechteckigen Wohnraum abgehalten. Aus der Grundform des römischen Wohnhauses entwickelten sich anfangs schmucklose ein- und dreischiffige Kirchenbauten. Sie standen wie die Privathäuser mit ihrem Bauplan und später ihrer ornamentalen Ausgestaltung in der Tradition der hellenistischen Architektur und folgten nicht der byzantinischen Tradition des überkuppelten Raumes. Die älteste datierte Kirche der Region befand sich in Fafertin (im Dschebel Siman). Über dem östlichen Südportal war eine griechische Inschrift mit der Jahreszahl 372 angebracht.
Die Mehrzahl der Kirchengebäude, die ab Ende des 4. Jahrhunderts erhalten sind, war eingeschossig, nur wenige besaßen eine Empore. Nach dem Kirchenrecht war die Orientierung des Altarraumes nach Osten vorgeschrieben. Am weitesten verbreitet waren dreischiffige Säulenbasiliken, von denen über hundert bekannt sind. Die frühen einschiffigen Kirchen des Dschebel il-Ala ähnelten noch einfachen Giebelhäusern. Der erste große Architekt, der in Gründungsinschriften genannt wird, hieß Markianos Kyris. Er war in den ersten beiden Jahrzehnten des 5. Jahrhunderts für vier Kirchenbauten in benachbarten Orten am Nordhang des Dschebel Barischa verantwortlich. Zu seinen Bauten in schlichtem klarem Stil gehören die Ostkirche von Babisqa (Hofportal von 390, Kirche 401 fertiggestellt) und die Kirche des Paulus und Moses in Dar Qita von 418; andere Inschriften mit seinem Namen sind undatiert. Sie befinden sich an der Ostkirche von Ksedjbeh und der Kirche von Qasr il-Benat (Qaşr el-Banāt, 432). Die Inschrift der letztgenannten Kirche, die von einem Nachfolger vollendet wurde, weist aus, dass sie Markianos Kyris „nach einem Gelübde errichtet hat“ und er in der Apsis beerdigt wurde. Es ist ein Zeichen für die große Verehrung, die der Baumeister genoss, da Begräbnisstätten äußerst selten innerhalb von Kirchen lagen.
Aus der Mitte des 5. Jahrhunderts stammt die älteste und zugleich sehr gut erhaltene Weitarkadenbasilika in Qalb Loze auf dem Dschebel il-Ala. Dieser besondere syrische Kirchenbaustil brachte außerhalb des Kalksteinmassivs Spannweiten zwischen den Arkaden von über zehn Metern hervor. Den größten Säulenabstand besaßen die nicht mehr vorhandene Basilika im Tempelhof von Baalbek und die Basilika A im ostsyrischen Pilgerort Resafa. Die einzige Weitarkadenbasilika im Süden wurde um 500 in Ruweiha erbaut. Die Nordkirche von Ruweiha (Bizzos-Kirche), bei der anstelle der schlanken Säulen wuchtig und gedrungen wirkende Pfeiler die Hochwände des Mittelschiffs trugen, fand in der Region keine Nachahmung.
Sehr häufig wurde aus dem römischen Tempelbau der Anbau von seitlichen Nebenräumen an die halbrunde Apsis übernommen, sodass die Apsis innerhalb des Gebäudes eingeschlossen und von außen nicht zu sehen war. Die Ostwand war außen gerade. Wie bei den Wohngebäuden waren die Eingänge in der südlichen Längsseite, der Westgiebel war als Einfluss der Hausarchitektur bei den Kirchen im mittleren und nördlichen Kalksteinmassiv geschlossen. Erst ab dem 5. Jahrhundert konnte er eine Tür erhalten. Im Süden war auch bei den frühen Kirchen die Westfassade durch eine weite Tür geöffnet. Als regionaler Baustil kamen im 5. und 6. Jahrhundert einschiffige Basiliken hinzu. Hieraus wiederum entwickelten sich in der zweiten Hälfte des 5. Jahrhunderts dreischiffige Kirchen mit einem anstelle der Apsis rechteckigen Altarraum. Die späteste datierte Kirche dieser Epoche in Nordsyrien und zugleich eine der letzten ganz Syriens war die Kirche des Hl. Sergios in Babisqa von 609/610.
Die meisten Kirchen mit rechteckigem Altarraum lagen im Gebiet des Dschebel Barischa, vereinzelt auch in anderen Gebieten im Norden. Es waren vermutlich Entwicklungen des 6. Jahrhunderts nur für kleine Dorfkirchen. Alle diese Kirchen besaßen über dem Altarraum ein einfaches Pultdach aus einer Holzkonstruktion an der Ostwand. Zu diesem Bautyp gehören unter anderem die Westkirche von Baqirha (inschriftlich 501 datiert), die dortige Ostkirche von 546, die Kirche von Hirbet Hasan (Khirbit Hasan, 507) und die Sergioskirchen von Dar Qita (537) und von Babisqa. Hinzu kommen noch drei Weitarkadenbasiliken.
Die anspruchsvollste Sonderform einer Kirchenapsis ging von der Pilgerkirche in Qalb Loze aus. Die ansonsten von außen unsichtbare oder unauffällige Apsis tritt nun halbrund aus der Wand heraus und ist durch Säulen, die auf einer umlaufenden Fensterbank vor der Apsiswand aufgestellt sind betont. Qalb Loze ist die Vorstufe für das wenig später gegen Ende des 5. Jahrhunderts erbaute Qalʿat Simʿan. Dieses bedeutendste Kirchenbauwerk Nordsyriens wirkte zunächst an der 491/492 fertiggestellten Phokaskirche in Basufan weiter, die ebenfalls drei zweigeschossige Säulen besaß, welche einer halbrunden Apsiswand vorgestellt waren. Es ist ein seltenes Beispiel, wie dieselbe städtische Werkstatt an einer Dorfkirche eine künstlerische Qualität hervorbrachte, die dem zuvor fertiggestellten großen Original entsprach. Eine Apsis mit Säulen besaß auch die Klosterkirche von Deir Turmanin, wobei die dortige fünfeckige Apsis wie in Basufan zwischen seitlich hervorspringenden Nebenräumen lag.
In Deir Turmanin (zehn Kilometer südlich von Deir Seman), Qalb Loze und an der Bizzoskirche von Ruweiha kommen die einzigen Doppelturm-Eingangsfassaden im Gebiet der Toten Städte vor. Zwei Ecktürme, zusammen mit einer schmalen Vorhalle (Narthex) dazwischen, die am Westgiebel die Seitenschiffe der repräsentativen Basiliken überragten, sollten das hinter einem breiten Rundbogen liegende Hauptportal betonen. Die Doppeltürme an den Kirchen sind eine Neugestaltung, deren Bauform in der Region auf das hethitische Hofhaus Hilani zurückgeht und die sich in hellenistischer Zeit in Syrien auch an einigen Tempel- und Palastfassaden findet. Die Entwicklung dieses Fassadentyps verläuft von hier weiter zur europäischen Romanik.

### Gräber

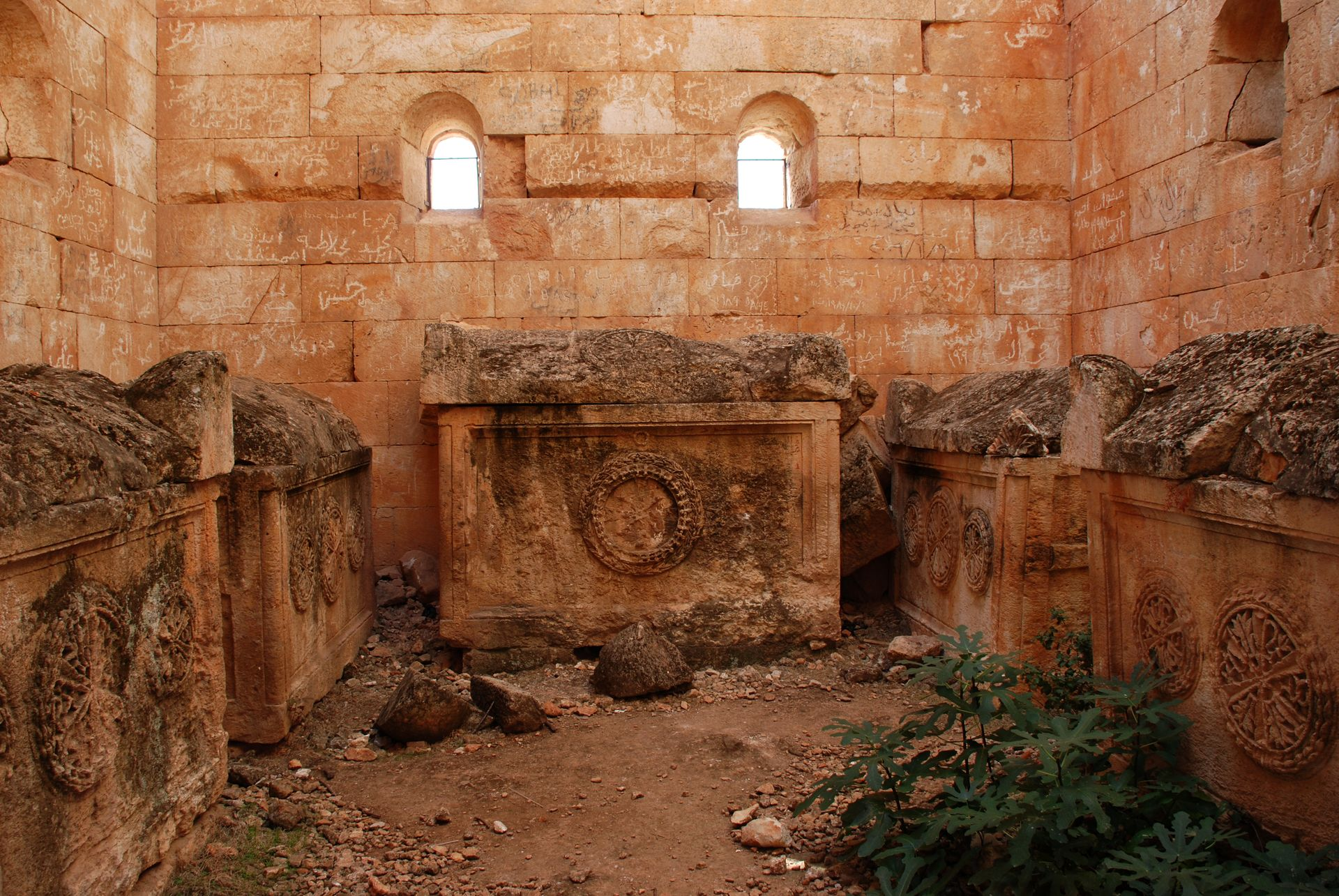
Sarkophage im größeren der beiden Pyramidengräber von al-Bara

Die häufigste Form der Grabstätte war das Hypogäum, ein unterirdischer, aus dem Felsen gehauener Raum mit Grabnischen (Arkosolia) an drei Seiten und einem Zugang von der vierten Seite. Der Eingang war von außen sichtbar und in manchen Fällen wie ein Tempelportal ausgestaltet. Daneben gab es Steinsarkophage mit Deckel, die ebenerdig aufgestellt waren; bei einigen war das Grab in den Felsboden vertieft und nur der Sargdeckel blieb sichtbar. Eine Kombination aus unterirdischem Grabraum mit oberirdisch sichtbarem Monument stellt ein Baldachin auf vier Pfosten mit pyramidenförmigem Dach in Brad im Norden dar. Das Pyramidendach eines auf 384 n. Chr. datierten Grabbaus in Kaukanaya (südlich Qalb Loze) ruht auf acht Steinpfeilern. In al-Bara, in Ba'uda und in Dana (Süd) im Süden finden sich quadratische Mausoleen mit Pyramidendach, deren Bauform auf das griechische Mausoleum von Halikarnassos zurückgeht. In Dana (Süd) war eine mit Steinbalken gedeckte Vorhalle angebaut, von der auf zwei Säulen ruhend noch ein Teil erhalten ist.

## Liturgie
Die Kirchenarchitektur ist eine Ausdrucksform des Glaubens. Die Grundfunktionen, die sie zu erfüllen hat, waren und sind festgelegt. An der baulichen Entwicklung lassen sich Veränderungen der Glaubenspraxis ablesen. Archäologische Untersuchungen und die Auswertung zeitgenössischer Schriften zeigen in den Toten Städten eine regionale Ausprägung der Liturgie, deren gedankliches Konzept sich durch die Begegnung mit der heidnischen Religion veränderte und in der die Verehrung von Ikonen als dem zentralen Teil des byzantinischen Ritus fehlte.
Die Regeln der Liturgie sahen beim Gottesdienst für die männlichen Laien das rechte, für die weiblichen Laien das linke Seitenschiff vor. In Kirchen, in deren Hauptraum eine Quertrennung eingebaut war, standen die Männer im östlichen, die Frauen im westlichen, hinteren Teil. Sie waren über zwei getrennte Eingänge an der Südwand hereingekommen. Der östliche Eingang für die Männer besaß häufig die aufwendiger ornamentierte Türlaibung und den Türsturz mit der Gründungsinschrift. Außer der Geschlechtertrennung gab es für alte und junge Männer und Frauen und für Jungfrauen und Witwen vorgeschriebene Plätze. Nach Beginn des Gottesdienstes durfte keine Tür mehr geöffnet werden. Nach Verlesung der Heiligen Schrift, Predigt und Gebet folgte nur für getaufte Gemeindemitglieder die Eucharistie als Höhepunkt des Gottesdienstes.
Der Klerus saß in der Apsis, auf seitlichen Bänken vor der Apsis oder auf einem U-förmigen Einbau (Syrisches Bema), dessen gerade Seite nach Osten zeigte, im Zentrum des Hauptschiffes. Die Form und Anordnung dieser Podien waren eine in der Region entwickelte Besonderheit. Mit dem aus der griechischen Tradition stammenden Bema wurde allgemein ein erhöhtes Podium bezeichnet, in der Synagoge rückte ein Podium (Bima) in den Mittelpunkt der Liturgie. Bemata im nordsyrischen Kalksteinmassiv gab es nur in den Kirchen kleinerer Orte; das früheste bekannte war in der 401/2 datierten Julianoskirche von Brad eingebaut. Keines der ausgegrabenen Bemata wurde in einer Bischofskirche gefunden. Auf dem steinernen Sockel des Bema waren in der Mitte ein hölzerner Thron zum Ablegen des Evangeliars und außen herum Holzstühle aufgestellt. Ab der Mitte des 5. Jahrhunderts wurden die Sitze des Bema aus Stein hergestellt und ihre Zahl auf zwölf festgelegt. Dieser leere Thron in der Mitte, der von zwölf Sitzplätzen umgeben war, bildete das rituelle Zentrum während des Wortgottesdienstes und sollte frei bleiben, da er symbolisch als Aufenthaltsort für Christus als den eigentlichen Vorsitzenden des Gottesdienstes gedacht war.
Ab dem 5. Jahrhundert gab es eine liturgische Veränderung. Seit dieser Zeit unterschieden sich die Zugänge zu den beiden Nebenräumen seitlich der Apsis: Das Martyrion (Reliquienkammer) war nun durch einen großen Rundbogen zum Seitenschiff geöffnet und stand durch eine Tür mit der Apsis in Verbindung, während der andere Apsisnebenraum, das Diakonikon, vom Kirchenschiff aus weiterhin nur durch eine kleine Tür betreten werden konnte. Möglicherweise ging durch den Rundbogen die Prozession zum Altar hindurch, die mit der Einführung der Jakobusliturgie zu einem Teil des Gottesdienstes geworden war. Die erste Kirche mit dieser Neuerung ist die Ostkirche von Babisqa (datiert 401).
Für den Einbau einer im byzantinischen Ritus notwendigen Ikonostase gibt es keine Anhaltspunkte. Ab Ende des 5. Jahrhunderts gab es aber Vorhänge, um den Altarraum vom Kirchenschiff abzutrennen und nur zeitweilig für den Anblick der Gemeinde freizugeben. Kirchen standen oft unter dem Schutz von Heiligen, von denen die meisten Märtyrer waren. Der beliebteste war Sergios.

## Ruinenstätten im nordsyrischen Kalksteinmassiv
Dschebel Siman und Dschebel Halaqa im Norden
- Basufan: südöstlich von Deir Seman. Ort mit einer Kirche von 492, geringe Reste
- Brad (Kaprobarada): einstiges Verwaltungszentrum des Dschebel Seman, oberhalb von Basuta
- Burj Haidar (Kaprokera): drei Kilometer östlich Basufan, mehrere Kirchen
- Deir Seman (Telanissos): Wallfahrerstadt mit Pilgerherbergen und Klöstern beim Simeonskloster
- Deir Turmanin: eine der größten Basiliken, ähnlich Qalb Loze, die um 1900 bereits fast vollständig zerfallen war
- Fafertin: älteste datierte Kirche in Nordsyrien von 372
- Kalota: zwei Basiliken. Die um 600 fertiggestellte Westkirche zeigt am deutlichsten den beginnenden kulturellen Niedergang
- Kharab Shams: Säulenbasilika. Mittelschiffhochwände vollständig erhalten, Seitenschiffe fehlen, daher als „Stelzenkirche“ bezeichnet
- Mushabbak: isoliert stehende Säulenbasilika aus der zweiten Hälfte des 5. Jahrhunderts
- Kafr Nabu: Nördlich von Burj Haidar. Tempel und Wohnhäuser ab der römischen Zeit. Orientalischen Gottheiten geweihte Ölpresse
- Qalʿat Simʿan, Simeonskloster
- Refade: Dorf mit stark zerstörten Residenzen bei Qatura, halbwegs zwischen beiden Orten liegt das Kloster von Sitt er-Rum
- Simkhar: Dorf mit Residenzen und einer Basilika aus dem 4. Jahrhundert

Zentrales Kalksteinmassiv
- Ba'uda (Baude): Handelszentrum, Wohngebäude mit zweigeschossigen Portiken
- Babisqa: Dschebel Barischa. Ort mit zwei Kirchen
- Baqirha: Ort mit zwei Basiliken an der Nordseite des Dschebel Barischa
- Barischa: Ort mit Residenzen
- Berriš Nord: Dschebel il-Ala. Letzte kleine Kirche im zentralen Kalksteinmassiv vom Ende des 6. Jahrhunderts
- Bettir: Dschebel il-Ala. Kleine frühe Kirche
- Dana (Nord): nördlich des Dschebel Barischa. Römisches Grabmal, die kleine Kirche des 5. Jahrhunderts ist verschwunden
- Dar Qita: einstiges Wirtschaftszentrum mit drei Basiliken, von zwei nur wenige Reste
- Dehes: Gründlich untersuchte große Siedlung auf der Hochfläche des Dschebel Barischa
- Deir Seta: Dschebel Barischa. Dorf aus dem 6. Jahrhundert mit modern verbauter Basilika. Einziges hexagonales Baptisterium
- Qalb Loze: Dschebel il-Ala. Eine der besterhaltenen frühen Kirchen
- Qirqbize: Dschebel il-Ala. Älteste Hauskirche Nordsyriens, gut erhaltene Wohnhäuser

Dschebel Zawiye im Süden
- Al-Bara (Kapropera): ausgedehnte Stadt mit zwei Pyramidengräbern
- Ba'uda (Baude): Ort zwischen Serjilla und al-Bara, Pyramidengrab
- Btirsa: Siedlung mit kleiner Kirche
- Dana (Süd): Pyramidengrab an der Ostseite des Dschebel Zawiye, südlich Jerada
- Jerada: Ort mit Villen und einer Basilika, zwei Kilometer östlich Ruweiha
- M’rara (Meghara): römische Felsgräber mit Säulenportikus nördlich Serjilla
- Ruweiha: große Weitarkadenbasilika inmitten einer antiken Siedlung
- Serjilla: gut erhaltene Siedlung aus dem 5. Jahrhundert
- Shinsharah (Khirbet Hass): Siedlung mit gut erhaltenen Villen, einer Kirche und Kloster